# Neobatrachus pelobatoides
Neobatrachus pelobatoides là một loài ếch trong họ Myobatrachidae. Chúng là loài đặc hữu của Úc.
Các môi trường sống tự nhiên của chúng là các khu rừng ôn hòa, vùng cây bụi ôn đới, thảm cây bụi kiểu Địa Trung Hải, intermittent đầm nước ngọt, vùng nhiều đá, đất canh tác, vùng đồng cỏ, và hố lộ thiên.